# لیو بائوچنگ
لیو بائوچنگ (انگلیسی: Liu Baocheng؛ زادهٔ ۱ فوریهٔ ۱۹۱۷ - درگذشته نامشخص) بازیکن بسکتبال اهل چین بود. وی در بازی‌های المپیک تابستانی ۱۹۳۶ شرکت کرده‌است.